# Xô viết Quốc gia
Xô viết Quốc gia (tiếng Nga: Совет Национальностей) hay còn được gọi Xô viết Quốc gia Xô viết Tối cao Liên Xô (tiếng Nga: Совет Национальностей Верховного Совета СССР) là một viện của Xô viết Tối cao Liên Xô. Được thành lập theo Hiến pháp Liên Xô năm 1936. Chính thức hoạt động năm 1938.
Xô viết Quốc gia được bầu bằng phiếu kín trên cơ sở phổ thông đầu phiếu, bình đẳng, trực tiếp. Phiên họp đầu tiên được tiến hành bởi chủ tịch và bốn phó chủ tịch.
Điều 35 Hiến pháp Liên Xô năm 1936 quy định "Xô viết Quốc gia được bầu bởi công dân Liên Xô tất cả các nước Liên bang và Cộng hòa tự trị, Khu tự trị và các khu vực khác trên cơ sở 25 đại diện từ mỗi nước Liên bang Cộng hòa, 10 đại diện từ mỗi Cộng hòa tự trị, 5 đại diện từ Khu tự trị và 1 từ mỗi khu vực quốc gia (Okrug)".
Hiến pháp năm 1977 bổ sung 32 đại diện từ mỗi Liên bang Cộng hòa.
Xô viết Quốc gia triệu tập khóa XII được bầu bởi Đại hội Đại biểu Nhân dân Liên Xô với tỷ lệ 11 đại biểu từ mỗi Liên bang Cộng hòa, 5 đại biểu từ mỗi nước Cộng hòa tự trị, 2 đại biểu từ mỗi khu tự trị và 1 đại biểu từ mỗi khu vực quốc gia.
Trên thực tế, Xô viết Quốc gia bị xóa bỏ theo Nghị định ban hành ngày 5/9/1991. Ngày 21/10/1991, trên nghị định ban hành đổi tên thành Xô viết Cộng hòa. Xô viết Quốc gia vẫn tồn tại theo điều 111 Hiến pháp Liên Xô cho tới khi Liên Xô sụp đổ 26/12/1991.

## Nhiệm vụ và quyền hạn
Xô viết Quốc gia có nhiệm vụ và quyền hạn sau:
- Đề xuất dự luật;
- Phê chuẩn Hội đồng Bộ trưởng tại phiên họp chung của Xô viết Quốc gia và Xô viết Liên bang;

## Số lượng thành viên
Được tính tại phiên họp đầu tiên
- Triệu tập lần thứ 1 - 683 đại biểu (12 nước Liên bang Cộng hòa, 22 Cộng hòa tự trị, 9 Khu tự trị, 12 khu vực quốc gia (Okrug))
- Triệu tập lần thứ 2-4 - 743 đại biểu (16 nước Liên bang Cộng hòa, 16 Cộng hòa tự trị, 9 Khu tự trị, 10 khu vực quốc gia (Okrug))
- Triệu tập lần thứ 5 - 743 đại biểu (15 nước Liên bang Cộng hòa, 18 Cộng hòa tự trị, 10 Khu tự trị, 10 khu vực quốc gia (Okrug))
- Triệu tập lần thứ 6-11 - 750 đại biểu (15 nước Liên bang Cộng hòa, 20 Cộng hòa tự trị, 8 Khu tự trị, 10 khu vực quốc gia (Okrug))
- Triệu tập lần thứ 12 - 271 đại biểu (15 nước Liên bang Cộng hòa, 20 Cộng hòa tự trị, 8 Khu tự trị, 10 khu vực quốc gia (Okrug))

## Chủ tịch Xô viết Quốc gia
Chủ tịch Xô viết Quốc gia là chủ tọa các phiên họp và lãnh đạo của Xô viết Quốc gia. Hội nghị chung giữa 2 viện của Xô viết Tối cao được điều hành lần lượt bởi Chủ tịch Xô viết Quốc gia và Chủ tịch Xô viết Liên bang.

### Danh sách Chủ tịch Xô viết Quốc gia
| Họ và tên                     | Nhiệm kỳ            |
| ----------------------------- | ------------------- |
| Nikolay Shvernik              | 12/1/1938–10/2/1946 |
| Vasili Kuznetsov              | 12/3/1946–12/6/1950 |
| Zhumabay Shayakhmetov         | 12/6/1950–20/41954  |
| Vilis Lācis                   | 20/4/1954–27/3/1958 |
| Janis Peive                   | 27/3/1958–2/8/1966  |
| Justas Paleckis               | 2/8/1966–14/7/1970  |
| Yadgar Sadikovna Nasriddinova | 14/7/1970–25/7/1974 |
| Vitalijs Rubenis              | 25/7/1974–11/4/1984 |
| Augusts Voss                  | 11/4/1984–25/5/1989 |
| Rafiq Nishonov                | 6/6/1989–5/9/1991   |